# Stempellina ranota
Stempellina ranota är en tvåvingeart som beskrevs av Webb 1969. Stempellina ranota ingår i släktet Stempellina och familjen fjädermyggor.
Artens utbredningsområde är Ontario. Inga underarter finns listade i Catalogue of Life.